# Meritaton
Meritaton byla staroegyptská královna 18. dynastie. Byla nejstarší dcerou faraóna Achnatona a královny Nefertiti. Jméno Meritaton znamená "ta, která je milovaná Atonem". Krátkou dobu byla pravděpodobně manželkou faraona Smenchkarea. Její další osud není znám.

## Život a rodina

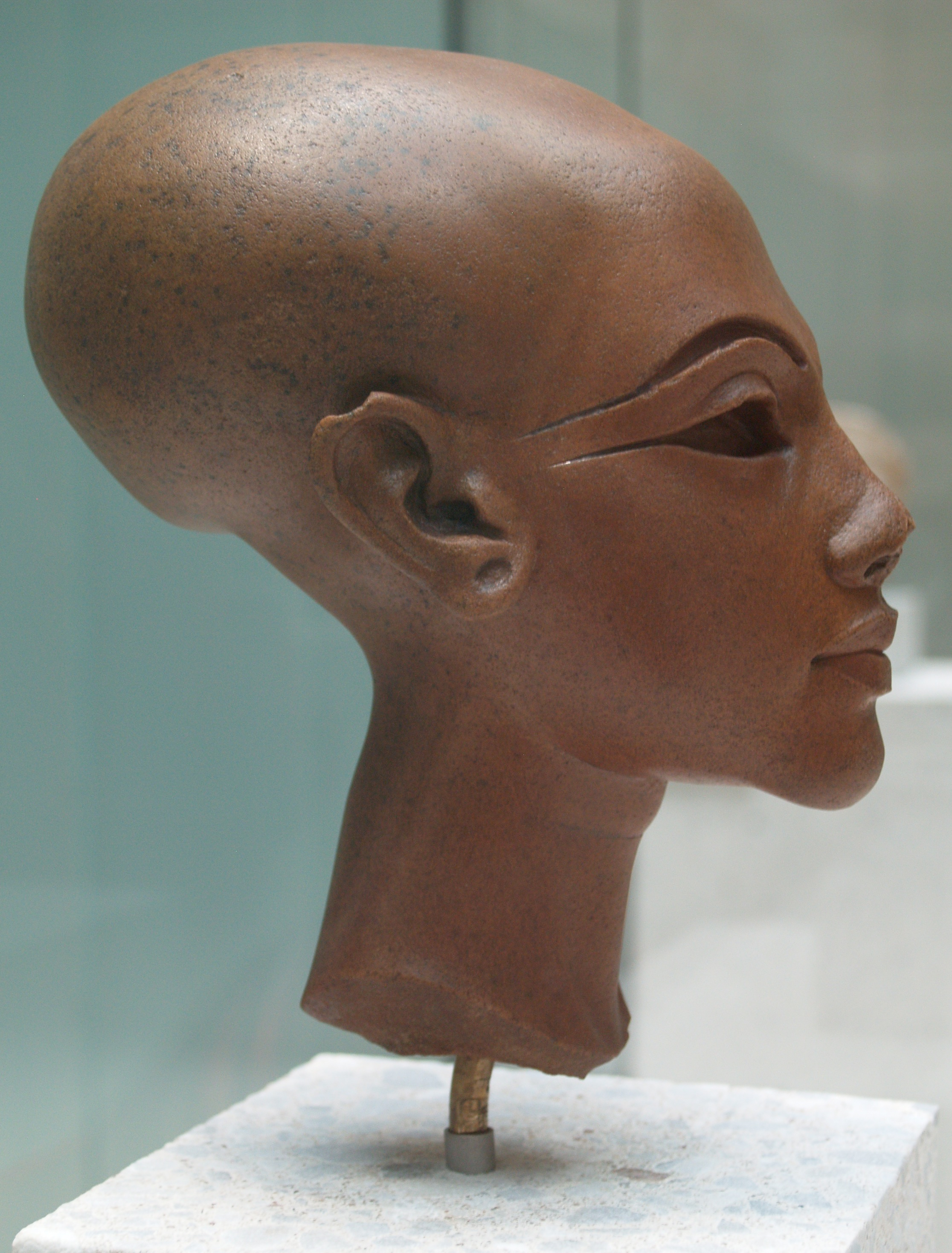
Busta amarnské princezny - Museum v Berlíně

Meritaton byla nejstarší ze šesti dcer faraona Achnatona a královny Nefertiti. Druhou nejstarší byla Maketaton, která zemřela ve 14. roku Achnatonovy vlády buď na mor, který v té době v Egyptě řádil, nebo zemřela při porodu. Třetí byla Anchesenamon, pozdější královna a manželka Tutanchamona. O jejích dalších sestrách téměř nic nevíme. Meritaton se pravděpodobně narodila ještě před nástupem svého otce na trůn. Je zobrazena na reliéfech ve chrámu v Karnaku, jak doprovází svou matku držíc sistrum. Později v Achetatonu (dnešní Amarně) je zobrazována se svými rodiči i sestrami na scénách při obětování bohu Atonovi. V mnoha zobrazeních je Meritaton oddělena od svých sester a je nejblíže svému otci - Achnatonovi.Na jedné stéle s reliéfem Achnaton líbá Meritaton, na jiné stéle a zděném reliéfu dostává Meritaton od Achnatona náušnice. Od 14. roku Achnatonovy vlády její status narůstá, v nástěnných malbách a reliéfech jsou jména Nefertiti a vedlejší manželky faraona Achnatona Kiji nahrazována právě jejím jménem. I v některých reliéfech zobrazujících Nefertiti či Kiju sochaři přetesali jejich účesy na účes typický pro Meritaton. Nakonec se Meritaton stává Velkou královskou manželkou pravděpodobně faraona Smenchkarea. Fakt, že Meritaton je titulována jako Velká královská manželka je doložen v el-amarnských dopisech, kde babylónský král zmiňuje Meritaton jako Majati. Její další osud ani místo pohřbení není znám.

## Domněnky

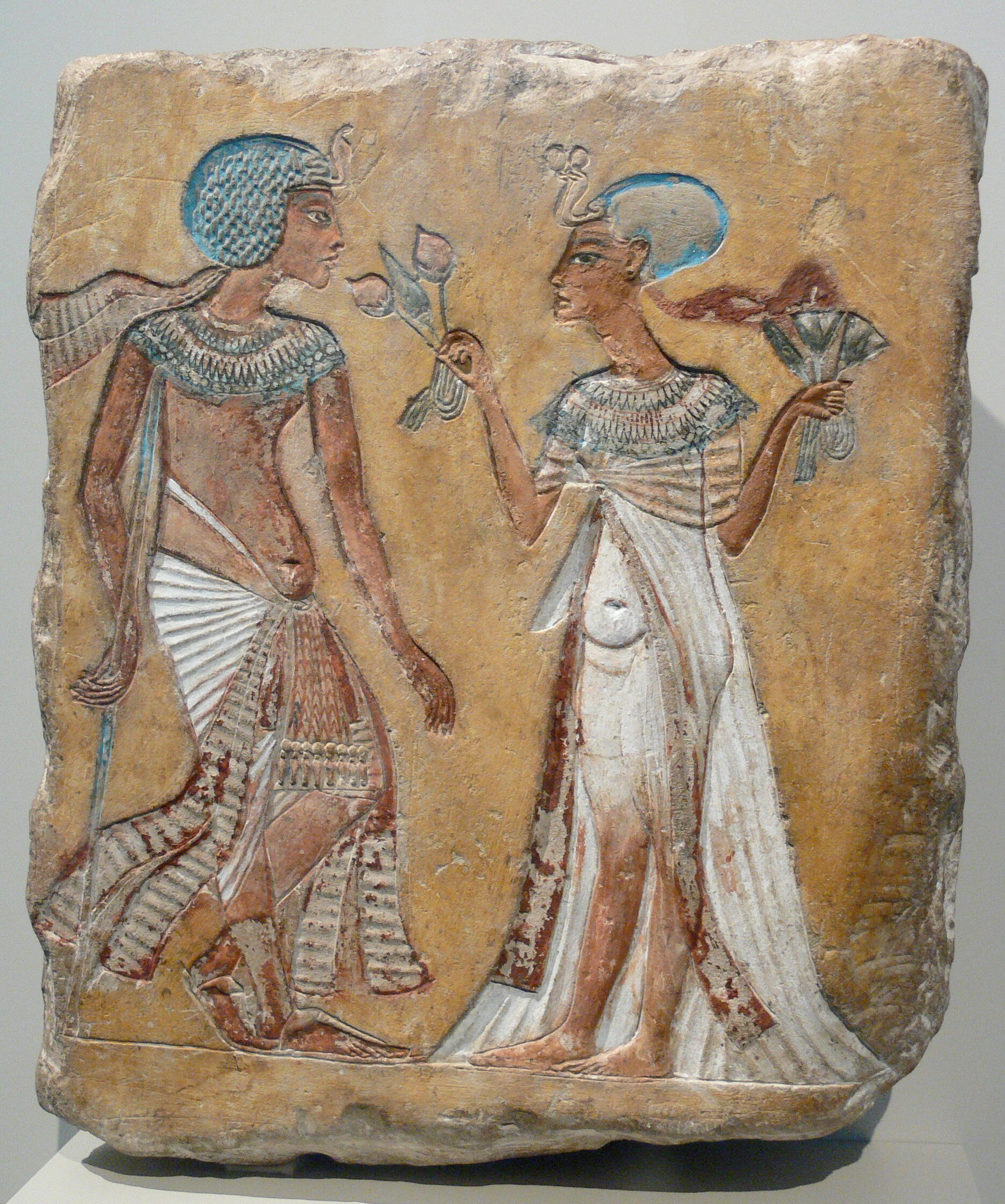
Smenchkare a Meritaton, Berlínské muzeum

Podle kontroverzní teorie psychologa Immanuela Velikovského byla Meritaton reálnou předlohou Antigony ve stejnojmenném Sofoklově dramatu a její ostatky či mumie se nikdy nenajdou. Pravděpodobně ale zemřela v Egyptě a někteří egyptologové tvrdí, že mumie takzvané "Mladší dámy" nalezené uvnitř hrobky Amenhotepa II. v Údolí králů patří právě Meritaton.